# Txingudi Saski Baloi Elkartea
El Txingudi Saski Baloi Elkartea (en català significa Club de Bàsquet Txingudi) és un club de bàsquet femení de la localitat d'Hondarribia (Guipúscoa). El seu primer equip sènior, conegut com a Hondarribia-Irun, juga actualment a la Lliga espanyola de bàsquet femení.

## Història
L'actual club és fruit de la fusió el 1999 dels clubs de bàsquet femení de les localitats guipuscoanes d'Irun i Hondarribia (Fuenterrabía en castellà): l'Hondartza Saski Baloi Elkartea d'Hondarribia i el Club Amigos del Baloncesto d'Irun. El nom de Txingudi Saski Baloi Elkartea fa referència al nom de la comarca formada per ambdues localitats i l'equip sènior competeix sota la denominació d'Hondarribia-Irun. La seu del club i el poliesportiu Hondartza on juga es troben a Hondarribia.
El 1976 es va fundar a Hondarribia el Club de Baloncesto Femenino Fuenterrabía, que un any més tard va modificar el seu nom a l'euskera passant a anomenar-se Hondarribia Basket Elkartea. Aquest club es fusionaria el 1987 amb la secció de bàsquet femení del Club Deportivo Landetxa d'Irun. El nou club rebria el nom de Hondartza Saski Baloi Elkartea.
L'altra pota del club, el Club Amigos del Baloncesto va néixer el 1978 a Irun.
El 2001 van aconseguir per primer cop l'ascens a la Lliga espanyola de bàsquet femení. Després de perdre a la categoria, l'Hondarribia-Irun torna a guanyar-se una plaça a la màxima competició el 2003. Aquests últims anys s'ha consolidat com un dels equips més potents del bàsquet femení a Espanya, havent acabat en 4ª i 3a posició a la lliga, obtenint el passe per a jugar competicions europees (Eurocopa femenina) i havent arribat a semifinals de la Copa de la Reina.